# Elisa (telenovela)
Elisa é uma telenovela mexicana, produzida pela Televisa e a Forhans, cuja exibição ocorreu em 1959 pelo Telesistema Mexicano.

## Elenco
- Silvia Derbez
- Enrique del Castillo
- José Gálvez